# Syndroom van Parsonage-Turner
Het syndroom van Parsonage-Turner is een idiopathisch syndroom dat verwijst naar een zeldzame verzameling symptomen met onbekende etiologie door ontsteking van de plexus brachialis. (De plexus brachialis is een complex netwerk van zenuwen waardoor zenuwimpulsen de arm, de schouder en de borstkas bereiken.)
Het syndroom is genoemd naar Maurice Parsonage en John Turner.

## Mogelijke oorzaken
Het precieze ontstaansmechanisme is onbekend, het kan soms optreden kort na een virale infectie, lichamelijk trauma, zware belasting of een vaccinatie. 

## Symptomen
Het syndroom kan starten met ernstige pijn in de schouder of de arm gevolgd door spierzwakte en een doof gevoel. Patiënten met het syndroom van Parsonage-Turner ervaren een acute pijn uitstralend vanuit de schouder naar de bovenarm. Aangedane spieren worden zwak en atrofiëren. In ernstige gevallen is er sprake van volledige verlamming. De meest aangetaste zenuwen komen uit de C5 of C6-zenuwwortel, daardoor zijn vaakst de musculus deltoideus, biceps brachii, supraspinatus en infraspinatus aangetast.
Aanvullend onderzoek zoals een EMG (elektromyogram) of MRI kan helpen de diagnose te stellen.

## Prognose
De prognose voor mensen met neuralgische amyotrofie is minder positief dan eerst gedacht, waar men eerst uitging van compleet herstel na 18 tot 24 maanden, blijkt dat heel veel patiënten last blijven houden van restschade: (maximaal herstel tot 70/80% van wat het was)